# 硬毛宿苞豆
硬毛宿苞豆（学名：Shuteria hirsuta）为豆科宿苞豆属下的一个种。

## 扩展阅读
- 維基物種上的相關：硬毛宿苞豆